# Bronson Osborn
Bronson Osborn (5 de agosto de 1998) es un deportista de Estados Unidos que compite en atletismo. Ganó una medalla de plata en el Campeonato Mundial de Atletismo Sub-20 de 2016, en la prueba de lanzamiento de peso.